# Йенс Петер Якобсен
Йенс Петер Якобсен (на датски: Jens Peter Jacobsen) е датски учен, преводач, поет и писател на произведения в жанра драма и любовен роман. Пише под псевдонима И. П. Якобсен (J. P. Jacobsen).

## Биография и творчество
Йенс Петер Якобсен е роден на 7 април 1847 г. в Тистед, Дания, в семейството с пет деца на богат търговец. Учи в Копенхаген и завършва през 1868 г. специалност батаника в Копенхагенския университет. Като ботаник е изпратен да изследва флората на островите Анхолт и Лесьо. Запознавайки се с откритията на Чарлз Дарвин пише статии за него и превежда през 1972 г. „Произход на видовете“ и „Произход на човека“ на датски език. Още като млад заболява от туберкулоза и често пътува за лечение в Италия и Южна Европа.
Започва за пише поезия преди 1870 г. Стиховете му са повлияни от късния романтизъм, и са тъжни, мечтателни и меланхолични, но и натуралистични.
След заболяването си се насочва към литературата. Първият му сборник с разкази „Могенс“ е публикуван през 1872 г., за един млад мечтател и неговото съзряване по време на любов, скръб и нова надежда за любов.
Става известен с романа си „Госпожа Мари Грубе“ публикуван през 1875 г. Базиран на живота на датска благородничка от 17 век, представя живота на красивата и нежна Мари, която бива омъжена за Улрик Фредрик, извънбрачен син на краля. Тя обаче не се задоволява с безличното битие на омъжена жена и дръзва да отстоява правото си на лично щастие и уважение, от мечтите си за емоционална взаимност в брака и удовлетворяващ еротичен живот. Книгата е първата в датската литература представяща жената като сексуално създание. През 1990 г. романът е екранизиран в едноименния телевизионен филм
Вторият му роман „Нилс Люне“ от 1880 г. представя душевната борба на младежа между вярата и разума.
Йенс Петер Якобсен умира от туберкулоза на 30 април 1885 г. в Тистед.

## Произведения
- Mogens (1872) – сборник
Могенс, изд. „Везни“ (1919), прев. Никола Толчев
- Et Skud i Taagen (1875) – сборник
Вистрел в мъглата, изд. „Гр. Т. Паспалев“ (1909), прев.
- Fru Marie Grubbe (1876)
Мария Грубе, изд. „Ив. Г. Игнатов и синове“ (1929), прев. Никола Толчев
Госпожа Мари Грубе, изд.: ИК „Персей“, София (2015), прев. Неда Димова-Бренстрьом
- To verdener (1879) – сборник
Два свята, изд. „Гр. Т. Паспалев“ (1909), прев.
- Niels Lyhne (1880)
Нилс Люне: Между живота и бляна, изд. „Д. Юрукова“ (1915), изд. „Ив. Г. Игнатов и синове“ (1929), изд. „Паритет“ (2021), прев. Васил Юруков
- Mogens og andre Noveller (1882) – сборник
- Digte og Udkast (1886) – сборник

### Екранизации
- 1990 Marie Grubbe – ТВ филм